# Averaged t-matrix Approximation
ATA(Averaged t-matrix Approximation)は、ポテンシャルの配置がランダムな系における電子の散乱を記述するt行列の扱い（平均化）に対する近似の一つ。この近似を利用することによってランダムな系での電子状態の計算が可能となる。ATAはCPAの前段階の近似であり、自己無撞着（＝セルフコンシステント）な計算が行われていない。従ってその分、計算は高速だが精度は劣る。ATA、CPAが比較的扱い易いのは、合金などでポテンシャルは周期的に並んでいるが、その各成分原子がランダムに配置しているような場合である。

## 原理
置換型の不規則二元合金を考え、これによる2種類のポテンシャルをそれぞれ A、B で区別する。それぞれの成分比は、A : B = x : 1 - x(= y) とする（三元以上の系への拡張も可能）。ポテンシャルAのサイトに対応するt行列をτA、ポテンシャルBに対応するt行列をτBとして、ATAでは、
{\displaystyle \tau _{l}^{AT}=x\tau _{l}^{A}+y\tau _{l}^{B}=\left\langle \tau _{l}\right\rangle }
とする（lは軌道角運動量とし、これ以降は省略）。{\displaystyle \,\langle \rangle }は濃度平均を意味している。つまり、合金の成分濃度による平均を行ったt行列（τAT）を用いるのが“平均されたt行列による近似”(=ATA)である。
以上から、単サイト近似での{\displaystyle T_{\mathbf {q} }^{eff}}は、
{\displaystyle T_{\mathbf {q} }^{eff}\to T_{\mathbf {q} }^{AT}=\left[{\left\langle \tau \right\rangle }^{-1}-B_{\mathbf {q} }\right]^{-1}}
となり、<T00>は、
{\displaystyle {\left\langle T_{00}\right\rangle }_{0=A(B)}=\tau _{A(B)}{\left\langle \tau \right\rangle }^{-1}\left\langle T_{00}\right\rangle ={\tau _{A(B)} \over {N{\left\langle \tau \right\rangle }}}\sum _{\mathbf {q} }T_{\mathbf {q} }^{AT}}
となる。これは、多重散乱理論の記事内でTnの式が、
{\displaystyle T_{n}=t_{n}\left[1+{\tilde {G}}\sum _{n\neq m}T_{m}\right]}
と表されるので、
{\displaystyle {\left\langle T_{0}\right\rangle }_{0=A}=t_{0}^{A}\left[1+{\tilde {G}}\sum _{n\neq 0}\left\langle T_{n}\right\rangle \right]=t_{0}^{A}{\left\langle t_{0}\right\rangle }^{-1}\cdot {\left\langle t_{0}\right\rangle }\left[1+{\tilde {G}}\sum _{n\neq 0}\left\langle T_{n}\right\rangle \right]=t_{0}{\left\langle t_{0}\right\rangle }^{-1}{\left\langle T_{0}\right\rangle }}
から導かれる。この、{\displaystyle {\left\langle T_{00}\right\rangle }_{0=A(B)}}を、単サイト近似での状態密度の表式に代入すると、
{\displaystyle {\begin{matrix}&D(E)-D_{0}(E)&\\\ &=&-{2 \over {\pi }}\mathrm {ImTr} \left[x{\tau _{A} \over {N{\left\langle \tau \right\rangle }}}\sum _{\mathbf {q} }T_{\mathbf {q} }^{AT}{d\tau _{A}^{-1} \over {dE}}+y{\tau _{B} \over {N{\left\langle \tau \right\rangle }}}\sum _{\mathbf {q} }T_{\mathbf {q} }^{AT}{d\tau _{B}^{-1} \over {dE}}-{1 \over N}\sum _{\mathbf {q} }T_{\mathbf {q} }^{AT}{dB_{\mathbf {q} } \over {dE}}\right]\\\ &=&-{2 \over {\pi }}\mathrm {ImTr} \left[{\left\langle \tau \right\rangle }^{-1}\left\{x\tau _{A}{d\tau _{A}^{-1} \over {dE}}+y\tau _{B}{d\tau _{B}^{-1} \over {dE}}\right\}\sum _{\mathbf {q} }T_{\mathbf {q} }^{AT}-\sum _{\mathbf {q} }T_{\mathbf {q} }^{AT}{dB_{\mathbf {q} } \over {dE}}\right]\\\ &=&{2 \over {\pi }}\mathrm {ImTr} \sum _{\mathbf {q} }T_{\mathbf {q} }^{AT}\left[{\left\langle \tau \right\rangle }^{-1}\left\{x\tau _{A}{d\tau _{A}^{-1} \over {dE}}+y\tau _{B}{d\tau _{B}^{-1} \over {dE}}\right\}+{dB_{\mathbf {q} } \over {dE}}\right]\end{matrix}}}
となる。これがATAにおける電子の状態密度の表式である。Imは複素数の虚数部分を取ること、Trはトレース（跡）を取ることである。
更に、ここでスペクトル密度a(q,E)を以下のように定義する（D0(E)からの寄与は省略）。
{\displaystyle D(E)=\sum _{\mathbf {q} }a(\mathbf {q} ,E)}
従って、スペクトル密度の表式は、
{\displaystyle a(\mathbf {q} ,E)={2 \over {\pi }}\mathrm {ImTr} T_{\mathbf {q} }^{AT}\left[{\left\langle \tau \right\rangle }^{-1}\left\{x\tau _{A}{d\tau _{A}^{-1} \over {dE}}+y\tau _{B}{d\tau _{B}^{-1} \over {dE}}\right\}+{dB_{\mathbf {q} } \over {dE}}\right]}
となる。ここで、qをk点に対応させると、スペクトル密度からバンド構造（E-k曲線）が得られる。